# Biosferni rezervat Bosawás
Biosferni rezervat Bosawás je tropski deževni gozd v Nikaragvi, ki je bil leta 1997 razglašen za biosferni rezervat Unesca. Na površini približno 20.000 km² obsega rezervat (tj. jedro in varovalni pas) približno 15 % celotne kopenske površine države. To je drugi največji deževni gozd na zahodni polobli, takoj za amazonskim deževnim gozdom v Braziliji. Bosawás je večinoma neraziskan in je izjemno bogat z biotsko raznovrstnostjo.

## Etimologija
Ime izhaja iz treh naravnih značilnosti: reke Bocay, gore Saslaya in reke Waspuk. Vključuje celoten narodni park Saslaya v Nikaragvi. Cordillera Isabella prečka območje rezervata, reka Coco pa tvori severno mejo s Hondurasom.

## Zgodovina
Bosawás, ki je v zvezni državi Jinotega v severni Nikaragvi, prekriva domovini dveh avtohtonih ljudstev Nikaragve, Mayangna in Miskito, na območju, ki je bogato z naravnimi viri, predvsem z lesom in zlatom. Približno 130.000 prebivalcev se ukvarja s samooskrbnim kmetovanjem znotraj meja, približno 35.000 jih je avtohtono ljudstvo Miskito in Mayangna.
Biosferni rezervat Bosawás se je sčasoma razvil zaradi sporov med sandinistično vlado ter avtohtonima Miskiti in Mayangni. Kot del mirovnega procesa, ki izhaja iz oboroženega spopada med sandinisti ter Mayangni in Miskiti, je nikaragovska vlada leta 1987 podpisala zakon o avtonomiji atlantske obale Nikaragve (zakon 28), ki je uradno priznal ozemeljske pravice domorodnih skupnosti in skupnosti afro-potomcev v regiji. Kasnejša vlada Chamorra je določila tri velike rezervate, Bosawás je bil največji, njegovo jedro pa je obsegalo približno 7 % skupne površine Nikaragve (preostalo predstavlja varovalno območje rezervata). Ustanovitev Bosawás, ki je bil razglašen brez posvetovanja z domorodci, je sprva veljala za kršitev ustavno zajamčene teritorialne avtonomije regije. Vendar pa so bile po pogajanjih in posvetovanju z lokalnimi skupnostmi Mayangna in Miskitu do poznih 90. let razmejene meje domorodnega ozemlja, domorodnim skupnostim je bil podeljen naslov in sprejeta je bila zamisel o Bosawasu kot biosfernem rezervatu.
Januarja 2020 so kot del nenehne serije umorov domorodnih prebivalcev v Bosawás zaradi ozemeljskih konfliktov več prebivalcev Mayangne, ki so živeli v Bosawás, ubili in ugrabili naseljenci mestici (colonos), ki so želeli ukrasti domorodno zemljo. To se je večkrat ponovilo, tj. avgusta 2021 pokol 9 domorodnih prebivalcev in spolni napadi domorodnih žensk v Sauni As.

## Prebivalstvo
Človeško populacijo, razen mesticev, sestavljajo Indijanci Mayangna in Miskito in so organizirani v šest avtohtonih ozemelj:
- Miskito indijski Tasbaika Kum (683,4 km²).
- Kipla Sait Tasbaika (1.073,7 km²).
- Li Lamni Tasbaika Kum
- Mayangna Sauni As (1668 km²).
- Mayangna Sauni Bu (1024,5 km²).
- Mayangna Sauni Bas (40,1 km²).

Populacija mesticev, osrednje območje rezervata, izvaja kmetijske in živinorejske dejavnosti, ki vplivajo na ekosistem rezervata.

## Rastlinstvo in živalstvo
Ocenjuje se, da je v Bosawas približno 10.000 km² gozdov.
Botanična raznolikost Bosawása je zelo velika, vaskularnih rastlin pa je na tisoče. Bosawás je tudi bogat z taksoni nevretenčarjev in vretenčarjev. V Bosawásu živi približno 100.000 do 200.000 vrst žuželk; število naj bi bilo večje, vendar natančnejša ocena ni mogoča zaradi razmeroma neraziskanega območja. Kvecali in guacamaya so prisotni v velikem številu, skupaj z največjim in najmogočnejšim orlom v Ameriki, harpijskim orlom (Harpia harpyja). To pa je le nekaj od 700 nikaragovskih vrst ptic, ki bi jih lahko našli v rezervatu. Puma in jaguar, ki veljata za najmočnejša plenilca v prehranjevalni verigi, sta prisotna v rezervatu, srednjeameriški tapir (Tapirus bairdii) pa je njun najljubši plen.
Močerad Nototriton saslaya, je dobil ime po gori Saslaya. Njegovo celotno območje je znotraj biosfernega rezervata Bosawás.

## Grožnje
Bosawás je ogroženi rezervat. Ker je to drugi največji tropski gozd v Ameriki, se sooča s številnimi grožnjami ljudi. Številni mestici, ki jih ženeta revščina in lakota, se naselijo v Bosawásu in posekajo džunglo. Krčenje gozdov je glavna grožnja; približno 2500 km² je bilo že izkrčenih gozdov, kar je nedvomno povzročilo izumrtje številnih vrst, ki so bile nove za znanost. Prebivalstvo, ki obkroža rezervat, nadaljuje s sečnjo kljub nasprotovanju domorodcev Mayagna.
Skupaj s krčenjem gozdov so posledice orkana Felix, ki je uničil velik del deževnega gozda Bosawás. Približno 200 km² je popolnoma izginilo, ostalih 12.000 km², ki sestavljajo varovalni pas, pa je prizadetih v različni meri. Na srečo osrednje območje (tisto z največjo biotsko raznovrstnostjo) ni bilo prizadeto.